# شانی باکانوف
شانی باکانوف (انگلیسی: Shani Bakanov؛ زادهٔ ۲۷ فوریهٔ ۲۰۰۶) ژیمناست ریتمیک اهل اسرائیل است.